# Les Trailer Park
Les Trailer Park est une communauté située dans la province d'Alberta, dans le centre-sud.